# Storeria
Storeria es un género de serpientes de la familia Colubridae. Su área de distribución incluye Norteamérica y América Central.

## Taxonomía
Se reconocen las siguientes cinco especies:
- Storeria dekayi (Holbrook, 1842) — culebra parda de Kay
- Storeria hidalgoensis Taylor, 1942 — culebra parda hidalguense
- Storeria occipitomaculata (Storer, 1839)
- Storeria storerioides (Cope, 1866) — culebra parda mexicana
- Storeria victa (Hay, 1892)